# The Kingdom
The Kingdom, är en amerikansk film från 2007 regisserad av Peter Berg med Jamie Foxx, Chris Cooper, Jennifer Garner och Jason Bateman i huvudrollerna. Filmen är uppdiktad men är baserad på en verklig händelse från år 2003 när en amerikansk bas med amerikanska gästarbetare blev offer för ett attentat i Riyadh, Saudiarabien. Filmen följer ett FBI-team som skickas till attentatsplatsen för att undersöka händelsen.

## Handling
FBI Specialagent Ronald Fluery (Jamie Foxx) och hans team skickas till Saudiarabien efter våldsam terroristattack mot amerikanska civila gästarbetare. Med kollegorna Janet Mayes, Adam Leavitt och Grant Sykes vid sin sida, är han övertygad om att de kan infiltrera terroristerna inom en vecka vilket är svårare än man trodde.

## Extra
Filmen är tillägnad minnet av Thomas Aguilar, Lance Gunnin och Nicholas M. Papac. 

## Rollista (i urval)
- Jamie Foxx - Ronald Fleury
- Chris Cooper - Grant Sykes
- Jennifer Garner - Janet Mayes
- Jason Bateman - Adam Leavitt
- Ashraf Barhom - Colonel Faris Al Ghazi
- Ali Suliman - Sergeant Haytham
- Jeremy Piven - Damon Schmidt
- Richard Jenkins - FBI Director James Grace
- Kyle Chandler - Francis Manner
- Frances Fisher - Elaine Flowers
- Danny Huston - Attorney General Gideon Young
- Minka Kelly - Miss Ross